# НПП «Валар»
Научно-производственное предприятие «Валар» — негосударственное предприятие военно-промышленного комплекса Украины, которое осуществляет разработку и производство оружия, специальной техники и продукции гражданского назначения.

## История
Предприятие создано в 2000 году, основным направлением деятельности является разработка и выпуск нелетального оружия по заказу государственных и негосударственных силовых структур.
В 2003 году на предприятии разработали конструкцию штурмовой гранаты «Стилет» к гранатомету РПГ-7.
В 2004 году на предприятии началась разработка комплекса высокоточного выстрела «Чорний дятел» (миномёт с дистанционным управлением и высокоточным боеприпасом, предназначенный для поражения бронированных и иных целей на расстоянии до 2500 м, работы над этим проектом были завершены в 2007 году).
В 2005 году на предприятии была разработана малогабаритная мина «Оса» ПЭ-10 несмертельного действия для защиты помещений (при срабатывании поражающая цель током высокого, но не опасного для жизни напряжения).
Кроме того, предприятие вело работы по созданию пехотного оружия собственной разработки. Были разработаны:
- 30-мм ручной автоматический гранатомёт РАГ-30 «Валар»[1]
- 40-мм ручной автоматический гранатомёт РАГ-40 «Валар-40»[1]

В 2008 году в перечень выпускаемой предприятием продукции военного назначения входили:
- танковый башенный гранатомёт кругового поражения «Крокус-72»[1][4]
- комплекты сеточного выстрела КОБА-1Л и КОБА-2М (для иммобилизации правонарушителей в условиях массовых беспорядков)[1]
- спасательные комплексы «Барс-100К» и «Барс-100КМ»[1]
- кевларовая граната Б-10 (несмертельного действия)[1]
- комплекс поражения «Фортус»[1]
- боевая часть «Стилет» к гранатомёту РПГ-7[1]
- «комнатная» мина «Оса» ПЭ-10[1]
- мина С-2МХ (снаряженная сетью из кевларовой нити диаметром 8 м)[1]

В дальнейшем, предприятием были разработаны:
- сеткомет потолочного типа СП-4 «Снег»
- комплект экстренной маскировки танков «Шторм»
- граната несмертельного действия С-3